# رودگرد الیگینی
رودگرد الیگینی (نام علمی: Macromia alleghaniensis) نام یک گونه از سرده رودگردها است.